# Outgames mondiaux
Les Outgames mondiaux était un événement sportif et culturel international destiné principalement à la communauté LGBT et organisé par l'Association internationale sportive pour gais et lesbiennes (GLISA).
L'événement a été créé en 2006 à la suite d'une controverse apparue lors de l'attribution des 7es Gay Games à la ville de Montréal. Ces Gay games existent depuis 1982. La Fédération qui les organise estimait que les plans proposés par le Comité Montréal 2006 entraineraient – malgré des subventions publiques – des dépenses impossibles à assumer. Elle jugeait par ailleurs que ce comité exigeait trop d'autonomie, elle a donc pris la décision d'établir les Gay games à Chicago. 
Néanmoins les organisateurs montréalais ont jugé bon de maintenir leurs propres jeux. Ils ont obtenu le soutien de la Fédération européenne des sports pour gays et lesbiennes (EGLSF), qui organise les EuroGames. La fédération européenne s'intéressait alors à la création d'un événement d'envergure internationale. Ensemble, les organisateurs montréalais et la fédération européenne ont créé la GLISA, structure organisatrice des Outgames.
La participation aux épreuves des outgames n'obéit à aucune restriction, ils sont ouverts à toutes et à tous, sans distinction d’orientation sexuelle, de religion, de nationalité, d'âge, d'aptitudes sportives ou artistiques ni d'état de santé. Les sportifs et artistes participants peuvent venir de pays où l'homosexualité est considérée comme illégale.
Après l'annulation à la dernière minute des Outgames de 2017, GLISA ne semble plus en activité. La Fédération des Gay Games continue d'organiser avec succès les Gay Games. La dernière édition a eu lieu à Paris en 2018.

## Évènements

### Outgames mondiaux 2006
Les premiers Outgames ont eu lieu à Montréal du 29 juillet au 5 août 2006 sous le nom Rendez-vous Montréal 2006. Ils ont reçu plus de 12 000 participants sportifs (plus qu'aux JO d'Athènes en 2004) et près de 250 000 touristes venus de l'extérieur de Montréal, soit le plus grand événement sportif à se tenir dans la ville depuis les XXIes Jeux olympiques d'été. 5 000 bénévoles ont encadré l'événement. Malgré les statistiques impressionnantes, les jeux à Montréal constituaient un échec financier. L'organisation est passé sous la protection des lois de banqueroute au Québec tard en 2006.
La Conférence internationale sur les droits humains des LGBT, qui s'est tenue à Montréal dans le cadre des Outgames, a donné le coup d’envoi de cet événement. Plus de 1 500 délégués ont traversé le globe pour échanger et discuter dans les différents ateliers et plénières, où plusieurs experts internationaux ont pris la parole : des juristes, des leaders d’opinion, des universitaires, des spécialistes et des défenseurs des droits de l’homme. Parmi les conférenciers invités, on peut citer Gene Robinson, Louise Arbour, Claire L'Heureux-Dubé, Mark Tewksbury, Irshad Manji, Zackie Achmat, Georgina Beyer, Waheed Alli et Martina Navrátilová. La Conférence s'est conclue avec l'adoption de la Déclaration de Montréal sur les droits humains des LGBT, qui fut déposée aux Nations unies.

### Outgames mondiaux 2009
Les deuxièmes Outgames mondiaux ont eu lieu à Copenhague en 2009.
Une explosion, qui a fait un blessé léger, est venue perturber les jeux sans pouvoir toutefois l'interrompre.

### Outgames mondiaux 2013
Les troisièmes Outgames mondiaux ont eu lieu à Anvers du 4 au 10 août 2013. Un agenda culturel a été proposé, ainsi qu'un congrès des droits de l'Homme du 31 juillet au 2 août 2013.
Plusieurs villes avaient manifesté leur intention d'accueillir la compétition en 2013 :
- Anvers ;
- Utrecht ;
- Manchester ;
- São Paulo ;
- Le Cap ;
- Denver et Philadelphie.

### Outgames mondiaux 2017
Les quatrième Outgames mondiaux devaient avoir lieu à Miami en mai 2017. L'événement a été annulé le matin même de son ouverture officielle. Les participants étaient déjà arrivés et ont découvert l'information sur place. Moins de 2000 participants s'étaient inscrits. Les organisateurs en espéraient plus de 15 000.
Les cérémonies d'ouverture et de clôture n'ont jamais eu lieu. Sur l'ensemble des sports, seuls 3 ont pu être organisés car ils l'étaient par 3 organisations indépendantes des Outgames 2017.
La GLISA qui organisait les Outgames semble ne plus avoir d'activité.